# Élections municipales de 1995 à Saint-Étienne
Les élections municipales à Saint-Étienne ont eu lieu les 11 et 18 juin 1995.
- Premier tour :

|                                  | Liste           | Nombre de voix | Résultats |
| Jean Jacques Preurière           | EXG             | 504            | 0,86 %    |
| Christian Brodhag                | ECO             | 1 607          | 2,74 %    |
| Joseph Sanguedolce, ancien maire | PCF             | 7 808          | 13,33 %   |
| Gérard Lindeperg                 | PS              | 9 272          | 15,83 %   |
| Guy Laforie                      | MDC             | 7 169          | 12,23 %   |
| Alain Besset                     | DVG             | 753            | 1,28 %    |
| Michel Thiollière, maire sortant | UDF - RPR - RAD | 19 990         | 34,12 %   |
| Gérard Tournaire                 | FN              | 11 466         | 19,57 %   |